# Hervé Cordovil
Hervé Cordovil (Viçosa, 3 de fevereiro de 1914 — São Paulo, 16 de julho de 1979) foi um compositor, pianista e maestro brasileiro.
Entre seus grandes sucessos destacam-se Meu Pé de Manacá, composto com a prima Marisa Pinto Coelho em 1950; Vida do Viajante, em parceria com Luiz Gonzaga; Sabiá lá na Gaiola, com Mario Vieira; as versões Biquíni de Bolinha Amarelinha, versão de Itsy Bitsy Teenie Weenie Yellow Polkadot Bikini, e Rua Augusta, que foram gravadas pelo seu filho Ronnie Cord. entre outras.

## Discografia
- Polca do Fritz/Não tem choro • Copacabana • 78 rotações, 1959
- Nego Difíci/Nego Tabuleta - com Carmélia Alves • Continental • 78 rotações, 1956
- Sei lá - com Carmélia Alves • Continental • 78 rotações, 1951
- Pé de Manacá - Com Isaura Garcia • RCA Victor • 78 rotações, 1950